# Município de Wake Forest
Localização da Carolina do Norte nos E.U.A.
O município de Wake Forest (em inglês: Wake Forest Township) é um localização localizado no  condado de Wake no estado estadounidense da Carolina do Norte. No ano 2010 tinha uma população de 65.491 habitantes. O município de Wake Forest encontra-se localizado nas coordenadas 35° 56′ 40,54″ N, 78° 29′ 53″ O.